# 平山太郎
平山 太郎（ひらやま たろう、1849年7月24日（嘉永2年6月5日） - 1891年（明治24年）6月8日）は明治時代前半期の日本の文部官僚。旧佐土原藩士。旧名徳太郎、諱は武卓。号は靖斎、蕉陰。
体操伝習所（筑波大学体育専門群の前身の一つ）主幹、東京図書館（国立国会図書館の前身の一つ）館長、第五高等中学校（熊本大学の前身の一つ）校長を歴任した。

## 来歴
嘉永2年6月5日（1849年7月24日）、平山武兵衛（諱は武尭）の子として日向国佐土原に生まれる。藩儒児玉平格に学んだのち鹿児島に遊学し、造士館で射術を修めた。次いで重野安繹の門に入り、慶応3年（1867年）には江戸に上って水本樹堂に師事。その後昌平学校に進んだ。
明治2年（1869年）9月、藩命により米国で海軍学を修めるため、藩主島津忠寛の長男又之進（島津忠亮）、次男丸岡武郎（大村純雄）、藩士橋口宗儀とともに横浜を出港。はじめラトガース・カレッジのあるニュージャージー州ニューブランズウィックに滞在し、のちに島津とともにマサチューセッツ州ボストンに移った。明治4年（1871年）7月に佐土原藩が廃藩となったのち、平山は海軍省の官費留学生に選ばれて学業を続けたが、明治6年（1873年）12月に陸・海軍省派遣をのぞく官費海外留学生の一斉召還が決定された際に帰国命令を受け、翌年10月に日本に戻った。
帰国後は海軍省十等出仕となり、明治8年（1875年）6月に海軍中秘書に就任したものの、同年10月に免官となっている。明治10年（1877年）、内務省勧農局五等属となり、明治11年（1878年）中には文部省学監事務所に勤務。同じくニューブランズウィックで学んだ経験のある折田彦市、服部一三とともに、文部省顧問として来日していた前ラトガース・カレッジ教授ダビッド・モルレーの事務を助けた。モルレーの契約満期による学監事務所の廃止後は、明治12年（1879年）10月に音楽取調掛勤務となったのち文部一等属に進み、明治13年（1880年）4月から翌明治14年（1881年）4月まで体操伝習所主幹を務めた。同年12月には東京図書館長に就任。明治18年（1885年）6月、文部権大書記官に転じて学務二局兼編輯局勤務となり、11月から訓盲唖院長を兼務したが、12月に非職となった。
その後、明治19年（1886年）5月に第三高等中学校幹事として復職。明治23年（1890年）2月には第五高等中学校長に就任するも、在職中の翌年6月8日、病のため熊本で死去した。享年43。校長時代の功績としては新校舎開校式を挙行したこと、秋月胤永を教諭に招いたことが知られている。墓所は宮崎市佐土原町の明神山。

## 栄典
- 1884年（明治17年）1月26日 - 正七位[18]

## 著作
- 「東京図書館年報 明治十四年」（『文部省第九年報附録』）
- 「東京図書館年報 明治十五年」（『文部省第十年報附録』）
- 「東京図書館年報 明治十六年」（『文部省第十一年報附録』）
- 「東京図書館年報 明治十七年」（『文部省第十二年報附録』）
- 『平山太郎日記』（宮崎県立図書館所蔵） - 明治15年（1882年）1月から明治17年（1884年）1月分。

## 関連文献
- 「平山太郎先生」（宮武喜三太著 『宮崎県大観』 宮崎県大観編纂部、1915年6月）
  - 宮武喜三太編著 『宮崎県大観』 青潮社、1984年1月
- 「平山太郎墓碑銘」（重野安繹著 『成斎先生遺稿 巻六、七』 重野紹一郎、1926年6月） - 漢文。
  - 前掲野口 「時代に生きた人々」
- 「平山太郎」（大植四郎編 『国民過去帳 明治之巻』 尚古房、1935年12月）
  - 大植四郎編 『明治過去帳』 東京美術、1971年11月
- 楠家重敏、富田仁 「平山太郎」（富田仁編 『新訂増補 海を越えた日本人名事典』 日外アソシエーツ、2005年7月、ISBN 4816919333）
- 犬塚孝明、石黒敬章著 『明治の若き群像 : 森有礼旧蔵アルバム』 平凡社、2006年5月、ISBN 4582833306